# Strauchige Kugelblume
Die Strauchige Kugelblume (Globularia alypum) gehört zur Gattung der Kugelblumen (Globularia) und damit zur Familie der Wegerichgewächse (Plantaginaceae).

## Beschreibung

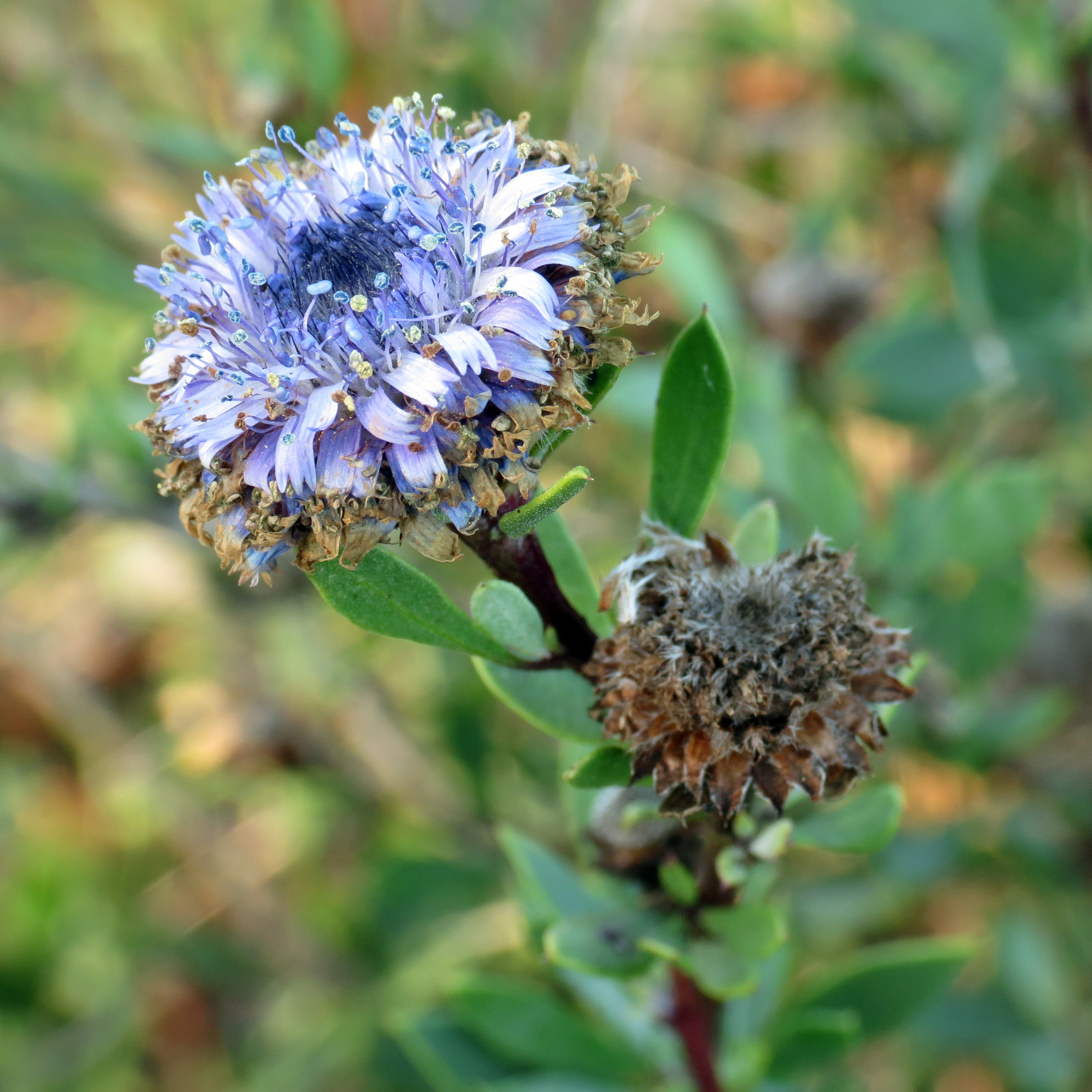
Blütenstand und Fruchtstand

Die Strauchige Kugelblume ist ein aufrechter, immergrüner Zwergstrauch, der 20 bis 100 Zentimeter hoch wird.
Die einfachen, kurz gestielten Laubblätter sind lederig, verkehrt-eiförmig oder spatelförmig bis elliptisch, lanzettlich, ganzrandig, rundspitzig bis spitz und zum Teil zwei-, dreispitzig. Sie stehen wechselständig an den Ästen verteilt, aber büschelig an nichtblühenden Seitenzweigen.
Die duftenden, protogynen und zwittrigen, fünfzähligen Blüten mit doppelter Blütenhülle stehen in kugeligen, vielblütigen, dichten Köpfchen, die 10 bis 25 Millimeter Durchmesser besitzen. Die Köpfchen sind umgeben von vielen dachziegelig angeordneten, eiförmigen und bewimperten, spitzen Hüllblättern und innen längeren Trag- sowie Vorblättern. Die kleinen Blüten sind blau-violett und zweilippig, der glockenförmige Kelch ist behaart. Die Kelchzähne sind etwa zweimal so lang wie die Röhre, sie sind pfriemlich und lang bewimpert. Die kleine Oberlippe der Krone besitzt nur zwei minimale Zähnchen, die zungenförmige Unterlippe ist dreilappig und viel länger als die Oberlippe. Die vier didynamischen Staubblätter und der schlanke Griffel des oberständigen und einkammerigen Fruchtknotens ragen aus der Blüte. Die Narbe ist zweilappig. Es sind Nektarien vorhanden.
Die Art blüht zwischen Oktober und April. Die kleinen Achänen, Nüsschen sind vom borstigen Kelch umschlossen. Die Früchte bleiben länger an der Pflanze stehen.
Die Chromosomenzahl beträgt 2n = 16.

## Vorkommen
Die Strauchige Kugelblume kommt im Mittelmeergebiet in Marokko, Algerien, Tunesien, Libyen, Portugal, Spanien, auf den Balearen, in Frankreich, Korsika, Sardinien, Sizilien, Italien, Kroatien, Albanien, Griechenland, Kreta, in der Ägäis, in der europäischen und asiatischen Türkei, im Gebiet von Israel und Jordanien, im Libanon und  auf der Sinai-Halbinsel vor. Sie wächst auf Felsfluren und in der Garigue und kommt manchmal bestandsbildend vor.

## Taxonomie
Die Strauchige Kugelblume wurde durch Carl von Linné in Sp. Pl.: 95, 1753 als Globularia alypum erstbeschrieben.